# Фогтландский диалект
Фогтландский диалект (нем. Vogtländisch) — диалект немецкого языка, получивший хождение в регионе Фогтланд. Число носителей около 200 тысяч человек. Входит в ряд восточнофранкских диалектов в составе южнонемецкого языка.
Существует четыре ответвления фогтландского диалекта:
- Центральный фогтландский диалект (Kernvogtländisch) — восточнофранкский диалект, распространённый в саксонской части Фогтланда (в местностях близ Плауэна, Ауэрбаха и Эльсница);
- Северный фогтландский диалект (Nordvogtländisch) — юговосточнотюрингский диалект;
- Юго-восточный фогтландский диалект (Südostvogtländisch) — переходный от восточно-франкских к верхнесаксонским;
- Южный фогтландский диалект (Südvogtländisch) — относится к северобаварским диалектам.